# 鼠刺小煤炱
鼠刺小煤炱（学名：Meliola cylindrophora）是属于小煤炱目小煤炱科小煤炱属的一种真菌，寄生在鼠刺属植物上。该种分布于中国、印度尼西亚、菲律宾。